# Œuvre d'assistance aux bêtes d'abattoirs
L’Œuvre d'assistance aux bêtes d'abattoirs (OABA) est une association régie par la loi de 1901 spécialisée dans la protection des animaux d’élevage destinés à la consommation humaine.
Elle lutte contre la maltraitance animale, de l’élevage à l’abattage et sensibilise à la consommation responsable en faveur du bien-être animal.
Il s’agit de l’une des plus anciennes associations françaises de protection animale encore en activité, son siège est situé à Paris dans le 11e arrondissement.

## Historique
L’OABA fut fondée le 17 avril 1961 par Jacqueline Gilardoni.
L’association se consacre aux visites d’abattoirs pour améliorer les conditions d’abattage des animaux. À cette fin, après plusieurs voyages au Royaume-Uni, elle introduit dans les abattoirs français les premiers pistolets à tige perforante afin que l’étourdissement soit réalisé dans de meilleures conditions, en remplacement du « merlin » (sorte de gros maillet destiné à assommer l’animal)[source insuffisante].
Sur le plan réglementaire, elle obtient l’obligation d’insensibiliser (étourdissement) les animaux lors de leur abattage, par le décret du 16 avril 1964, lequel retient cependant l’exception de l’abattage rituel.
Elle est reconnue d’utilité publique depuis 1965
En 1973, l’OABA publie dans le quotidien « Le Figaro », une grande enquête sur les conditions d’élevage des veaux et des poules en batteries. Jacqueline Gilardoni dénonce les œufs « de la misère »,,.
En 1997, l'OABA obtient la publication d'un décret rendant obligatoire une mort instantanée pour les poussins d’un jour, refusés jusqu'alors après leur sexage.
Avec la loi du 6 janvier 1999 permettant aux autorités de retirer des animaux maltraités pour les confier à des organisations de protection animale, l’OABA intervient de plus en plus souvent pour prendre en charge des cheptels entiers. Plus d’un millier d’animaux sont ainsi retirés et confiés à l’OABA chaque année.
En 2001, Jacqueline Gilardoni décède et la présidence de l’OABA est assurée par le docteur vétérinaire Jean-Pierre Kieffer. La même année l’OABA obtient du Conseil d’État, grâce à son avocat, Maître Alain Monod, l’annulation de la circulaire interministérielle qui autorisait des « sites dérogatoires » pour y pratiquer l’abattage d’animaux lors de l’Aïd el Kébir hors abattoirs.
En 2011 l’OABA lance une campagne d’information et d’affichage pour dénoncer l’abattage rituel sans étourdissement.
Un an plus tard, l’OABA dénonce la commercialisation de viandes provenant d’abattage sans étourdissement et certifiées « Agriculture biologique ». Après 7 ans de procédure, la Cour de Justice de l’Union européenne donne raison à l’OABA et interdit la certification biologique à toutes les viandes provenant d’abattages sans étourdissement.
En 2020, l’OABA entame un nouveau combat juridictionnel pour rendre obligatoire l’étiquetage du mode d’abattage des animaux et permettre aux consommateurs de ne pas manger à leur insu des viandes issues d’abattages sans étourdissement,.
Parallèlement, l’OABA développe avec ses partenaires historiques, le premier « étiquetage bien-être animal » en France,,.
Depuis 2021, la présidence est assurée par Docteur vétérinaire Manuel Mersch.

## Missions
Trois grandes missions guident les actions de l’OABA : une mission d’expertise auprès des professionnels comme les abattoirs, par le biais d’audits de protection animale, mais également des enseignes de grande distribution, une mission d’information et de sensibilisation des consommateurs, une mission de lutte contre la maltraitance animale. L’OABA intervient le plus souvent à la demande des Services vétérinaires de l’État (DD(CS)PP) afin de prendre en charge plus d'un millier d'animaux par an, maltraités et/ou abandonnés retirés à leur éleveur défaillant ou maltraitant. Dans ce cadre, l’OABA a créé des « fermes du bonheur » où 450 animaux pris en charge peuvent y finir leur vie paisiblement, sans aucune exploitation.

## Financement
Pour financer ces missions, l’OABA ne reçoit aucune subvention des pouvoirs publics.
En 2017, pour le 60e anniversaire de l’appel lancé par Jacqueline Gilardoni en 1957, texte fondateur de l’OABA, elle dispose d'un budget total de 945 000 euros, financé pour près de 50% par les dons et les cotisations de ses 5 000 adhérents et donateurs, 40% par les dispositions testamentaires (legs, assurances-vie) et 12% par les dommages et intérêts. Ce budget lui permet d'employer 9 personnes.
Les ressources financières de près de 2 millions d’euros représentent 2 années de décaissements.
En 2021, le budget total s'élève à 1 450 000 euros, financé à 36% par les dons et les cotisations de ses 6 300 adhérents et donateurs, 44% par les dispositions testamentaires (legs, assurances-vie) et 18% par les dommages et intérêts.
La part du budget de communication dans le budget global se maintient à 4% tandis que la part du personnel est en nette baisse, avec seulement 6 personnes employées.
Les ressources financières de 2,2 millions d’euros ne représentent plus que 1 an et 6 mois de décaissements.
En 2023, se synthétise une polémique de plusieurs années sur le devenir des animaux saisis (revente en élevage, à l'abattoir) et sur l'opacité financière autour de cette revente.

### Liens connexes
- Droits des animaux
- Abattoir